# Eremobia asiatica
Eremobia asiatica là một loài bướm đêm trong họ Noctuidae.